# Jan Kolaczek
Jan Kolaczek (Kołaczek) (Johannes Kolaczek, ur. 13 grudnia 1842 w Gliwicach, zm. 22 stycznia 1906 we Wrocławiu) – polski lekarz, chirurg, profesor nadzwyczajny Uniwersytetu Wrocławskiego. 

## Życiorys
Był synem sukiennika. Urodził się w 1842 roku w Gliwicach, tam uczęszczał do szkoły podstawowej i do gimnazjum. W 1863 roku zdał maturę i rozpoczął studia teologiczne i filozoficzne na Uniwersytecie we Wrocławiu. Należał w tym czasie do Towarzystwa Literacko-Słowiańskiego. Po trzech semestrach zmienił kierunek na medycynę. W 1870 roku złożył egzamin państwowy, 18 kwietnia 1873 roku został doktorem medycyny. Od 1871 do 1873 roku asystent w Instytucie Patologii u Wilhelma Waldeyera i Juliusa Friedricha Cohnheima, od 1873 do 1881 roku asystent w Klinice Chirurgicznej u Hermanna Fischera, od 1877 roku Privatdozent chirurgii – habilitował się na podstawie pracy o naczyniakomięsaku (Ueber das Angio-Sarcom). W 1881 roku otworzył prywatną poliklinikę. W 1882 ubiegał się obok Jana Mikulicza-Radeckiego o katedrę chirurgii Uniwersytetu Jagiellońskiego. W 1890 roku został profesorem nadzwyczajnym i prymariuszem w Szpitalu św. Józefa we Wrocławiu. W 1881 roku ożenił się, miał syna Hansa, również lekarza. Zmarł na zawał serca w wieku 63 lat.
Był autorem prac w języku niemieckim, polskim i po łacinie.

## Wybrane prace
- Ein Beitrag zur Schwangerschaft in einem verkümmerten Nebenhorne der Gebärmutter: Inaugural-Dissertation. Breslau, 1873
- Ein Adenoma destruens des Blinddarms. Archiv für klinische Chirurgie 18, 366–369, 1875
- Kritisches zu den sog. Adenomen (Küstner) am Nabel der Kinder[1]. 1877
- Zur Lehre von den cavernösen Blutgeschwülsten und ihrer Behandlung. Deutsche medicinische Wochenschrift 3 (50), 597–599, 1877
- Ueber das Angio-Sarcom[2]. 1878
- Die Aetiologie des mechanischen Symptome bei der Hüftgelenksentzündung der Kinder. Deutsche medicinische Wochenschrift 31, 1877.
- Peritonaeale Metastasen eines Eierstocksdermoids und eines Beckensarcoms. Archiv für pathologische Anatomie und Physiologie und für klinische Medicin 75 (2), ss. 399-401 1879
- Zur Lehre von der Melanose der Geschwülste. Deutsche Zeitschrift für Chirurgie 12, 67, 1880
- Grundriss der Chirurgie. Berlin: Fischer, 1884